# Port de Bilhorod-Dnistrovskyï
Le  port de Bilhorod-Dnistrovskyï (en ukrainien : Бíлгород-Дністрóвський морськи́й торговéльний порт) est un port d'Ukraine sur la rive droite du Dniestr.

## Histoire
Il est fondé dans le Liman du Dniestr. Il est depuis longtemps un point de transit des céréales, du bois de construction. En 2023, le port est proposé à la privatisation.

## Infrastructures et installations
Il est géré par l'Autorité portuaire d'Ukraine, sous l'autorité du Ministère des infrastructures. Son entrée se fait par un chenal entre Zatoka et Bougaz, de 15 km de longueur sur 60 mètres de largeur. Il faut franchir un pont basculant ayant une hauteur maximale de 8 m en condition normale et de 28,5 m quand celui-ci est relevé.

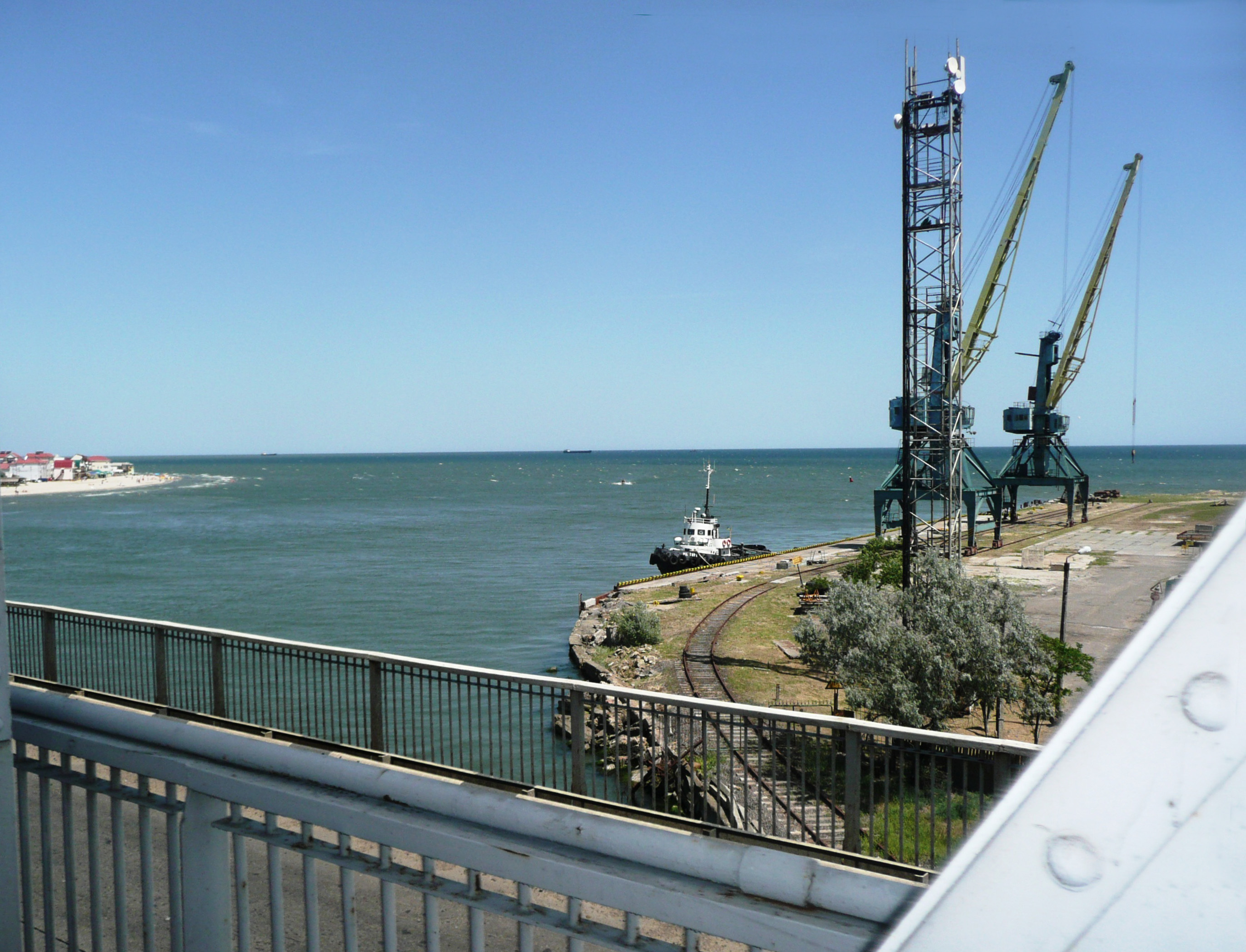
Une vue du port à Zatoka et de la voie ferrée.

## Caractéristiques
Le port peut accueillir des navires jusqu'à 289 m avec un tirant d'eau de 4,5 m sur neuf quais et un quai supplémentaire à Bougaz.

## Intermodalité

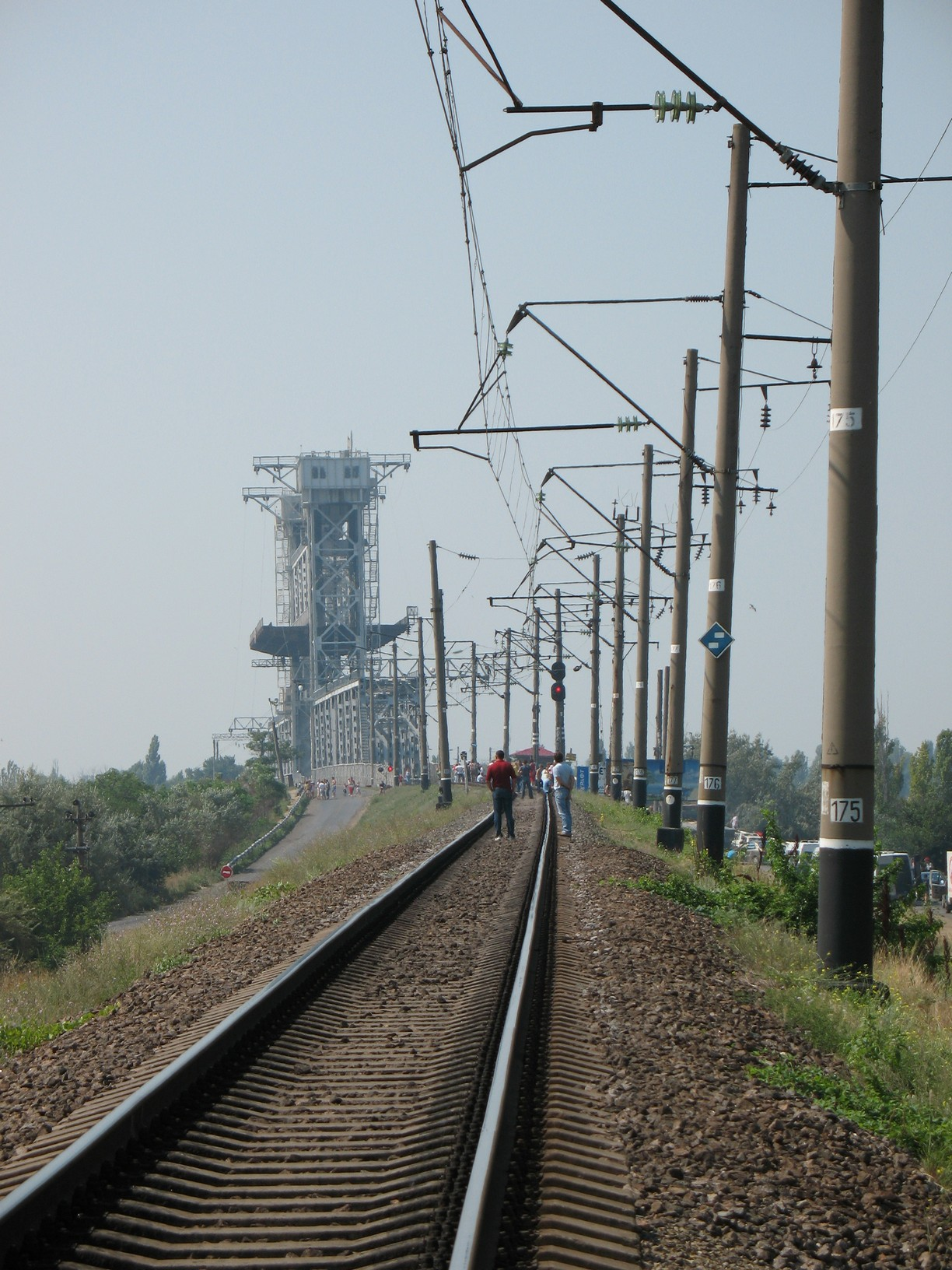
Le pont levé.